# Речь (газета)
«Речь» (рос. Рєчь) — щоденна газета, виходила в Петербурзі з лютого 1906 по 1917 р. Центральний орган кадетської партії.
Щоденна політична, економічна та літературна газета, центральний орган Партії конституціоналістів-демократів (кадетів). Редакція, головний офіс, експедиція й типографія — на вул. Жуковського, 21.
Видавцями свого часу були: Юліан Бак, Павло Мілюков, Володимир Набоков, Іван Петрункевич. Фактичні керівники — Йосип Гессен і Павло Мілюков (автор політичних передовиць). У газеті співпрацювали Олександр Бенуа, Семен Венгеров, Володимир Вернадський, Іван Гревс, Олександр Ізгоєв, Микола Кареєв, Сергій Ольбенбург, Петро Струве, Семен Франк, Олексій Шахматов, Тетяна Щепкіна-Куперник та інші вчені, діячі політики й культури.
«Речь» подавала хроніку столичного, провінційного та міжнародного життя, аналітичні матеріали, висвітлювала культурні події. Як додатки виходили журнал «Иллюстрированная неделя» (1906), стенографічні звіти «Государственная Дума» (1906-1908), «Ежегодник газеты „Речь“» (1912-1916).
У жовтні 1917 закрита за наказом більшовиків, до серпня 1918 виходила під назвами «Наша речь», «Свободная речь», «Век», «Новая речь», «Наш век».